# Devon Morris
Devon Morris, född den 22 januari 1961, är en jamaicansk före detta friidrottare som tävlade i kortdistanslöpning.
Morris tävlade främst på 400 meter och hans främsta merit är guldmedaljen från inomhus-VM 1991. Han var i semifinal vid VM 1987 i Rom men tog sig inte vidare till finalen. 
Han hade stora framgångar som en del av jamaicanska stafettlag på 4 x 400 meter. Vid Olympiska sommarspelen 1988 ingick han i laget som slutade på andra plats. Han ingick även i laget som blev bronsmedaljörer vid VM 1991 i Tokyo.

## Personliga rekord
- 400 meter - 45,49 från 1987